# 玛赫塔卜·格里扎德
玛赫塔卜·格里扎德（波斯語：مهتاب قلی‌زاده，1988年4月6日—）是一名伊朗记者，报道议题涉及宏观经济学、政治经济学与妇女权利。此前她在《新生活报》、《东方报》和《真理报》任职，现为独立记者。2021年12月，格里扎德因批评伊朗当局遭到逮捕，在支付100亿里亚尔的保释金后暂时获释，但被限制出境。

## 被捕
2021年8月7日，伊朗伊斯兰革命卫队的特工强行闯入格里扎德居住的公寓进行搜查，拿走了她的护照、手机、手提电脑、录音笔、电话簿、移动硬盘和笔记本。与此同时，她被传唤至埃温法院，之后在伊斯兰革命卫队的办公室内多次接受审讯。最终，格里扎德因被指控接受外媒采访，涉嫌“反政府宣传罪”与“危害国家安全罪”；又因努力争取伊朗女性进入体育场馆的许可涉嫌“鼓励腐化及卖淫罪”遭到逮捕，后以支付100亿里亚尔保释金取得保释。